# Tengiz
Tengiz или Tengiz Light — казахстанская марка нефти. Добывается в месторождение Тенгиз. Отгрузка через порт в Новороссийск (Краснодарский край, Россия).
В августе 2001 года строительство нефтепровода Тенгиз-Новороссийск завершилось, и нефть начала поступать в Новороссийск. Однако официальная церемония открытия нефтепровода состоялась позже — 27 ноября 2001 года. На следующий день из Новороссийска вышел первый танкер, груженный казахской нефтью марки Tengiz.
Смесь Tengiz классифицируется как легкая нефть, её плотность 789 кг/м3, сернистая, парафинистая и малосмолистая.
Для казахстанской нефти сорта Tengiz очень подходят рынки Южной и Восточной Европы.